# Gianpiero Palmieri
Gianpiero Palmieri (Tarento, 22 de março de 1966) é um prelado italiano da Igreja Católica, arcebispo ad personam de Ascoli Piceno e bispo de San Benedetto del Tronto-Ripatransone-Montalto in persona episcopi.

## Biografia
Gianpiero Palmieri nasceu em 22 de março de 1966 em Tarento, na província e arquidiocese de mesmo nome. Depois de frequentar o Pontifício Seminário Menor Romano, foi acolhido como aluno do Almo Collegio Capranica.
Em 19 de setembro de 1992, foi ordenado padre, na igreja de Santissima Annunziata a Via Ardeatina. Obteve sua licenciatura em teologia dogmática pela Pontifícia Universidade Gregoriana. Como padre, exerceu os seguintes ministérios: vice-reitor do Pontifício Seminário Menor, entre 1992 e 1997; assistente diocesano da Ação Juvenil Católica, entre 1992 e 1999; vigário paroquial da paróquia de Santi Simone e Giuda, de 1997 a 1999; vigário paroquial da paróquia de San Frumenzio ai Prati Fiscali, de 1992 a 2004; prefeito da IX Prefeitura, no quadriênio 2007-2011; pároco de San Frumenzio ai Prati Fiscali, de 2004 a 2016, sucedendo a Enrico Feroci; e pároco da paróquia de San Gregorio Magno de 2016 a 2018. Ele também foi responsável pela Formação Permanente do Clero entre 2017 e 2018.
Em 18 de maio de 2018 o Papa Francisco o nomeou como bispo-auxiliar de Roma. Foi consagrado como bispo-titular de Idassa em 24 de junho de 2018, na Arquibasílica de São João de Latrão, pelo cardeal-vigário Angelo De Donatis, coadjuvado por Luis Ladaria, Prefeito da Congregação para a Doutrina da Fé e por Giuseppe Marciante, bispo de Cefalù.
Em 19 de setembro de 2020, o Papa Francisco o nomeou vice-gerente da Diocese de Roma e o elevou a arcebispo-titular de Idassa. Em 29 de outubro de 2021, foi nomeado como arcebispo-bispo da Diocese de Ascoli Piceno.
No dia 2 de maio de 2024, o Papa Francisco o nomeou como bispo de San Benedetto del Tronto-Ripatransone-Montalto, unindo esta Sé in persona episcopi com a de Ascoli Piceno.